# Avsec
Avsec je priimek v Sloveniji, ki ga je po podatkih Statističnega urada Republike Slovenije na dan 1. januarja 2010 uporabljalo 695 oseb in je med vsemi priimki po pogostosti uporabe uvrščen na 339. mesto.

## Znani nosilci priimka
- Andreja Avsec, psihologinja, prof. FF UL
- Anton Avsec (*1931), kulturni delavec-folklorist, šolnik, muzealec, zgodovinar, publicist
- Damjan Avsec, farmacevt
- Danica Avsec (*1956), zdravnica, direktorica ustanove "Slovenija-transplant"
- Dušan Avsec (1905 - 1989), elektrotehnik, publicist, univ. profesor
- Ferdinand (Ferdo) Avsec, slikar samouk
- Franc Avsec (1863 - 1943), duhovnik, restavrator, urednik, publicist
- France Avsec (1930 - 2008), matematik, fizik, astronom, šolnik (pedagog)
- Franci Avsec (*1956), kmetijski pravnik, strok. za zadružništvo...
- Herta Avsec (*1938), (bio)kemičarka
- Jože Avsec-Čapajev, partizan
- Jurij Avsec, prof. Fakultete za energetiko UM
- Nika Avsec, priznana športnica
- Otmar Avsec (1907 - 1975), esperantist, slovaropisec
- Simon Avsec, glasbenik kitarist in pevec (Ana Pupedan)
- Simon Avsec, violinist =?
- Stanislav Avsec, didaktik tehnike, izr. prof. PEF UL, likovni umetnik?
- Špela Avsec, violončelistka
- Tjaša Avsec, kantavtorica
- Valentina Avsec, oblikovalka unikatnega nakita
- Vitja Avsec (*1970), harmonikar, skladatelj, glasbeni pedagog